# 분큐 개혁
분큐 개혁(일본어: 文久の改革)은 1862년 분큐 2년에 에도 막부에서 행해진 일련의 인사, 직제, 여러 제도의 개혁을 가리킨다. 1854년 안세이 7년의 개국 이후의 혼란한 정치 상황으로 인해, 거의 비상 체제로 전환한 개혁이다. 그러나 개혁의 주도자는 막부 자신(막부 내각)이 아니라 사쓰마번주의 아버지 시마즈 히사미쓰와 조정의 공무합체파 공경들의 주도로 내놓은 칙사에 의한 압력으로 어쩔 수 없이 개혁을 단행한 것이었다.

## 개요
막부 정국의 개혁은 쇄국 체제에서 개국으로의 전환한 것에 따른 존왕양이 운동의 격화, 그리고 장군 후계자 문제를 둘러싼 히토쓰바시 파와 난키 파의 대립 등의 정치적 혼란 속에서 사쓰마 번주 시마즈 나리아키라와 에치젠 번주 마쓰다이라 요시나가 등, 개혁적인 다이묘들 사이에서는 이전부터 필요성이 대두되고 있었다. 그러나 나리아키라의 급사와 대로였던 이이 나오스케에 의한 안세이 대옥 같은 개혁 탄압 등으로 좌절되었다.
형 나리아키라의 사후 번주가 된 친자식 시마즈 다다요시를 보좌하는 국부(부성공)의 입장이 된 히사미쓰는 형 나리아키라의 유지를 이어 형이 이루지 못한 율병의 상경을 감행했고, 조정에서 칙사를 내리게 하여 막부 정치의 개혁을 추진하려고 시도했다. 분큐 2년 1862년 3월 16일 가고시마를 출발한 히사미츠의 군대는 4월 13일에 입경을 했다. (이후 모든 날짜는 음력) 번주의 아버지이지만, 도자마 다이묘이기도 하면서 무위무관(無位無官)인 ‘시마즈 사부로’가 군사를 이끌고 교토에 들어 와 막부에 무단으로 귀족과 접촉하는 등의 행위를 했다. 이러한 사태는 막부가 건재했던 시절이라면 용서받지 못할 폭거였지만, 사쿠라다 문 밖의 변 이후 권위의 실추하고 있던 막부 체제에서 그것을 저지할 힘은 없었다.
한편, 교토에서 세력을 늘려가고 있었던 존왕양이파 지사들 중 과격한 하급무사, 낭인들은 히사미쓰의 율병 상경을 조정 주도에 의한 무력으로 존왕양이를 실현하고, 막부를 타도할 첨병이라고 오해하고 했다. 히사미츠의 진의는 어디까지나 막부 정치의 개혁, 공무합체에 있었기 때문에 이러한 지사들과의 사이에 마찰을 일으켜 자번의 급진파 아리마 신시치 등의 숙청을 명령했다. (4월 23일 데라다야 사건)
히사미츠는 대납언, 근위충방과 의주, 나카야마 다다야스, 오기마치 산조 사네나루 등의 귀족 공작을 움직여 건의백서를 제출했다. 그 내용은 안세이 대옥 처분자의 사면과 복권, 전 에치젠 번주 마쓰다이라 요시나가의 대로 취임, 히토쓰바시 요시노부를 장군 후견인으로 하는 극단적인 존왕양이파 낭인 단속 등으로 구성되어 있었다. 히사미츠의 건의백서는 고메이 천황에게 받아들여져 5월 9일, 칙사로 오하라 시게토미를 에도에 파견하기로 결정해다. 칙서는 히사미츠의 의견이 크게 받아들여진 것이었다.
6월 7일, 히사미츠 등 사쓰마 병사 1000명이 동행하여 오하라 시게토미는 에도에 들어 와 막부와의 협상을 시작했다. 그때까지 국정을 전면 위임했던 막부에게 조정으로부터 개혁 지시가 내려진 전대미문의 사태에 막부는 혼란스러워 했지만, 결국 그 대부분을 받아들일 수밖에 없었다.

## 내용

### 인사개혁
젊은 장군 도쿠가와 이에모치를 보좌하는 역할로 히토쓰바시 도쿠가와 가문의 당주 도쿠가와 요시노부를 장군후견직에 임명한다. 에치젠 번의 전 번주 마쓰다이라 요시나가를 신설할 정사총재직에 임명한다. 여기까지는 칙서에 의한 개혁의 지시에 따른 것이다.
이와는 별도로, 교토에서 존왕양이 과격파의 대두에 의해 악화된 치안단속을 위해 기존의 교토 소사대와는 별도로 교토수호직을 신설하고 아이즈번 마쓰다이라 가타모리를 임명했다.

### 제도개혁
- 산킨코타이의 완화 - 당시까지 격년 교대제였던 영주의 산킨코타이를 3년에 한 번하는 것으로 고쳐 에도 체류 기간을 100일로 정했다. 또한 인질로 에도에 잡아두고 있던 다이묘의 처자도 귀국을 허용하기로 했다. 이것은 막부 제도 확립 이후의 근본적인 제도의 변화였으며, 막부 권력의 저하를 의미하는 것으로 국내외에 큰 반향을 불러일으켰다.
- 양학 연구 추진 - 당시까지의 번서주소(蕃書調所)를 양서주소(洋書調所)로 고쳐 서양 학문 연구를 보강하는 동시에 에노모토 다케아키, 니시 아마네 등을 네덜란드로 유학시켰다.
- 군사 개혁 - 막부 육군의 설치, 서양식 병제(삼병전술)의 도입과 병부령(하타모토에서 수확량에 따라 농병 또는 돈을 징수한다)의 반포 등이 이루어졌다.
- 복식 변혁령의 공포 - 4월 15일에 내려진 막부 초기부터 예복에 사용되어왔던 전통 복식을 폐지하고 더 실용적인 복장 의한 형식적인 복장, 의례의 간소화가 이뤄졌다.

## 영향
안세이 대옥 이후 궁지에 몰렸던 도쿠가와 요시노부, 마쓰다이라 요시나가 등이 무대에 복귀한 것으로, 막부의 개혁이 진행되는 것처럼 보였다. 그러나 이내 히사미쓰와의 의견 차이가 분명해지며 대립하게 된다. 또한, 시마즈의 히사미츠는 귀국 도중, 나마무기 사건을 일으키게 되었다.
개혁의 필요가 있었다고는 해도, 도자마 다이묘였던 아버지의 압력과 그때까지 정치적 실권을 가지고 있지 못했던 조정의 압력에 의해 개혁을 강요당한 막부는 권위에 심각한 손상을 입었다. 그러면서 조정의 권위는 상대적으로 올라갔지만, 막부는 이듬해 도쿠가와 이에모치 장군의 상경 요청 칙명에 굴복하게 된다. 그리고 장군의 상경을 계기로 막부의 권력도 에도와 교토로 분열되었고, 막부가 붕괴에 이르기까지 분열 상태가 회복되지 않아 막부의 수명을 단축시켰다.
한편, 교토에서도 히사미쓰의 행동과 데라다야 사건 등의 영향으로 사쓰마, 아이즈 등을 중심으로 하는 공무합체파(막부 정치 개혁)와 조슈번의 마키 이즈미 등의 지사들을 중심으로 존왕양이파 사이에 교토 정계의 주도권을 둘러싼 대립이 격화된다. 또한 칙명의 성공으로, 그때까지 정치적 발언을 삼갔던 소장파 공경들도 발언권을 증대시켜 나카가와 구니노미야 아사히코, 니조 나리유키 등의 공무합체파와 산조 사네토미, 아네가코지 긴토모를 비롯한 존왕양이파 귀족이 격렬하게 대립한다. 이러한 움직임이 이듬해 8월 8일 정변, 2년 후의 금문의 변 등을 주도해 나가게 되었다.

## 참고 자료
- 宮地正人 著 『幕末維新変革史 上』 岩波書店 2012년 ISBN 978-4-00-024468-8
- 宮地正人 著 『幕末維新変革史 下』 岩波書店 2012년 ISBN 978-4-00-024469-5

## 같이 보기
- 나마무기 사건